# Slaný (nádraží)
Slaný je název železniční stanice, která se nachází v západní části Slaného. Je součástí trati Kralupy nad Vltavou – Louny, nachází se na jejím 54. kilometru. Má šest dopravních kolejí a pět nástupišť.
Nádraží bylo budováno od roku 1872 a dokončeno o rok později.
První vlak přijel do Slaného na dnešní nádraží dne 11. května 1873 z Prahy. Stanice ve Slaném byla zbudována jako součást tzv. Pražsko-duchcovské dráhy.
Výstavba nádraží přeorientovala obchodní vztahy ve městě; v podstatě zlikvidovala provoz koňských kočárů z hlavního náměstí do Prahy, které nahradil dostupnější a rychlejší vlak. Slánské nové město vzniklo v okolí dřívější Wilsonovy, dnes Nádražní ulice.
V lednu roku 2019 byla dokončena rekonstrukce hlavní nádražní budovy.
Od roku 2019 zde také nalezneme informační tabule o odjezdech vlaků a hlášení systémem INISS.